# Tramo Sur del Ferrocarril del Sur
El Tramo Sur es uno de los dos ramales del Ferrocarril del Sur que cubre la ruta entre el puerto de Matarani, Perú, y la ciudad de Puno a orillas del Lago Titicaca. La vía férrea es propiedad del Estado Peruano concesionada a la empresa Ferrocarril Trasandino y operada por la empresa PeruRail.

## Historia
Este ferrocarril se inició con la puesta en servicio del tramo Mollendo-Arequipa el 6 de enero de 1871, cuya construcción se iniciara un año antes. Posteriormente se completó la línea Arequipa-Puno, que se puso en servicio en enero de 1874. El trabajo estuvo a cargo de obreros peruanos y bolivianos. El costo de este tramo fue de 33 millones de soles. El costo del tramo Mollendo-Arequipa había sido un millón ochocientos mil soles. Se inició el tramo Juliaca-Cusco por 25 millones en 1872 y se paralizó en 1875 por dificultades económicas. En 1890, después de quince años de inactividad debido a la guerra y otras causas, firmado el contrato Grace, se reiniciaron los trabajos por parte de la Peruvian Corporation para terminarlo hasta el Cusco. En 1892 se llegó a Maranganí y en 1894 a Sicuani. Alcanzó el Cusco en 1908, ya en el siglo veinte. Fue cedido a la Peruvian a perpetuidad en 1928.
De sus estaciones en el tramo Juliaca - Cusco, la de Pucará es la más conocida, porque gracias al señor Saturnino Diaz Manrique Jefe del Ferrocarril y natural de Arequipa se comercializaron allí los famosos toritos de Pucará. Este señor natural de la ciudad de Arequipa fue el primer jefe del ferrocarril del tramo Puno - Cusco, y se casó con una propietaria de las Haciendas del distrito de Santiago de Pupuja, colindante con Pucará y era donde se elaboraban las  piezas de cerámica en forma de toros de lidia. Fue así que gracias a su gestión estos toritos se comercializaron en la estación de Pucará, de ahí el nombre de Toritos de Pucará, uno de las piezas artesanal que más identifica al Perú.